# كونستانس غوردون كامينغ

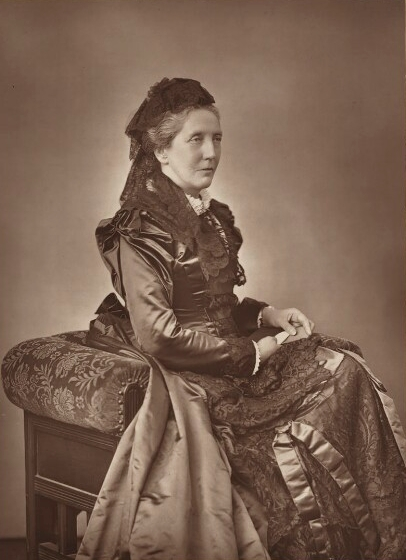
كونستانس فريدريكا غوردون كامينغ (1896)

كانت كونستانس فريدريكا «إكا» غوردون كامينغ (26 مايو 1837- 4 سبتمبر 1924) كاتبة رحلات ورسامة إسكتلندية. وُلدت لعائلة ثرية، فسافرت حول العالم ورسمت مشاهد حياتية واضحة مثلما رأتها. كانت صديقة ومؤثرة على كاتبتي الرحلات والفنانتين ماريان نورث وإيزابيلا بيرد.

## سيرتها
ورث جد إكا، السير ألكسندر كامينغ، الثروة عن زوجته والاسم والنبالة عن غوردون من غوردونستون في 1804 واستخدم اسم العائلة المزدوج الموصول بشَرْطة والذي لم يستمر أفراد العائلة باستخدامه. وُلدت يوم 26 مايو 1837 في ألتاير، بالقرب من فورس بإسكتلندا، وكانت الابنة الثانية عشرة لعائلة ثرية. كانت إكا عمة السير ويليام غوردون كامينغ، البارونيت الرابع. لا يُعرف إلا القليل عن تعليمها المبكر لكن من المرجح أن معلمين خاصين كانوا يعلمونها في المنزل. كانت والدتها مهتمة بعلم الأحياء ومطلعة على أعمال روبرت مورتشيزن. علمتها خادمة سويسرية اسمها شيري الفرنسية، وبعد وفاة أمها في 1848، ذهبت للعيش مع خالتها في نورثمبرلاند. ذهبت إلى هيرميتاج لودج في فولهام وتركته في عام 1853. كان العديد من أفراد عائلتها رحالة، وتزوج عمها تشارلز كامينغ بروس من حفيدة مستكشف النيل جيمس بروس من كينيرد. كان شقيقها ألكسندر في كندا بينما كان شقيق آخر لها اسمه رولين في أفريقيا حيث اشتهر بصفة صياد طرائد كبيرة. كان أخوها الآخر جون مزارعًا في سيلان بينما كان ويليام جنديًا في الهند. كتب ويليام عن صيده في كتاب «الرجال البريون والوحوش البرية» (1871) والذي أهداه للعقيد والتر كامبل («حارس الغابة القديمة»). بدأت مرحلة سفرها نحو عام 1866 عندما كانت في لوخ نس حيث كان شقيقها رولين المصاب بمرض عضال يتلقى الرعاية من أخت أخرى. في عام 1868، ذهبت في جولة رسم مع أخيها غير الشقيق فريدريك إلى الجزر الغربية. علمت نفسها الرسم، وحصلت على مساعدة من الفنانين الذين زاروا منزلها، بما في ذلك أحد الرسامين المفضلين لدى الملكة فيكتوريا، السير إدوين لاندسير. تلقت أيضًا دعوة من أختها غير الشقيقة إميليا سيرجيسون لزيارة الهند وبعد أن قضت عامًا هناك كتبت في جبال الهيملايا وعلى السهول الهندية (1884). أعقب ذلك اثنا عشر عامًا من السفر الساحر الذي لم يكن من الممكن أن نحلم به أبدًا، فقد نسجت تلك السلسلة اللطيفة نفسها حلقة تلو الحلقة، كما وصفتها.
كانت غوردون كامينغ كاتبة رحلات ورسامة مشاهد طبيعية غزيرة الإنتاج سافرت حول العالم، إلى آسيا ومنطقة المحيط الهادئ في المقام الأول. رسمت أكثر من ألف لوحة مائية وعملت تحت شعار «لا يمر يوم بدون رسم واحد ملون تلوينًا تدقيقًا على الأقل»، وكانت تبدأ نهارها في الخامسة صباحًا عندما كانت في الهند. تضم الأماكن التي زارتها أستراليا ونيوزيلندا وأميركا والصين واليابان. وصلت إلى هيلو بهاواي في أكتوبر 1879، وكانت من بين أوائل الفنانين الذين رسموا البراكين النشطة. نُشرت روايتها عن رحلاتها إلى هاواي، نوافير النار: مملكة هاواي في إدنبرة عام 1883. مرت عليها عدة لحظات خطيرة لكن سفرها انتهى في عام 1880 عندما اصطدمت سفينة مونتانا التي كانت عليها بالصخور في هوليهيد. وبينما استقل معظم الركاب قارب النجاة، بقيت أخيرًا مع القبطان لحفظ لوحاتها وجرى إنقاذها بعد عدة ساعات. عادت للعيش في كريف مع أختها الأرملة إليانور واستمرت في كتابة الكتب.